# Telmatobius timens
Telmatobius timens là một loài ếch thuộc họ Leptodactylidae.
Loài này có ở Bolivia và Peru.
Môi trường sống tự nhiên của chúng là vùng núi ẩm nhiệt đới hoặc cận nhiệt đới, đồng cỏ nhiệt đới hoặc cận nhiệt đới vùng đất cao, và sông ngòi.